# Рудольф Бар
Рудольф Бар (нім. Rudolf Bahr; 1 квітня 1916, Ландсберг-ан-дер-Варте — 16 січня 1944, Атлантичний океан) — німецький офіцер-підводник, капітан-лейтенант крігсмаріне. Кавалер Німецького хреста в золоті.

## Біографія
5 квітня 1935 року вступив на флот. З серпня 1940 року служив на важкому крейсері «Принц Ойген». В липні-жовтні 1941 року пройшов курс підводника. З жовтня 1941 року — 1-й вахтовий офіцер на підводному човні U-69. В липні-вересні 1942 року пройшов курс командира човна. З 17 вересня 1942 року — командир U-305, на якому здійснив 4 походи (разом 167 днів у морі). 16 січня 1944 року U-305 потонув в Північній Атлантиці північно-східніше Азорських островіва (49°00′ пн. ш. 18°00′ зх. д.), ймовірно через вибух власної торпеди. Всі 51 члени екіпажу загинули.
Всього за час бойових дій потопив 4 кораблі загальною водотоннажністю 15 605 тонн.
| Дата            | Назва корабля        | Тип               | Тоннаж | Вантаж                                                                  | Екіпаж | Загинули | Країна             | Конвой |
| --------------- | -------------------- | ----------------- | ------ | ----------------------------------------------------------------------- | ------ | -------- | ------------------ | ------ |
| 17 березня 1943 | Port Auckland        | Торговий пароплав | 8,789  | 7000 тонн замороженої продукції, 1000 тонн генеральних вантажів і пошти | 118    | 8        | Британська імперія | SC-122 |
| 17 березня 1943 | Zouave               | Торговий пароплав | 4,256  | 7100 тонн залізної руди                                                 | 43     | 13       | Британська імперія | SC-122 |
| 20 вересня 1943 | HMCS St. Croix (I81) | Есмінець          | 1,190  |                                                                         | 149    | 68       | Канада             | ON-202 |
| 7 січня 1944    | HMS Tweed (K250)     | Фрегат            | 1,370  |                                                                         | 127    | 83       | Британська імперія |        |

## Звання
- Кандидат в офіцери (5 квітня 1935)
- Морський кадет (10 вересня 1936)
- Фенріх-цур-зее (1 липня 1936)
- Оберфенріх-цур-зее (1 січня 1938)
- Лейтенант-цур-зее (1 квітня 1938)
- Оберлейтенант-цур-зее (1 жовтня 1939)
- Капітан-лейтенант (1 жовтня 1942)

## Нагороди
- Медаль «За вислугу років у Вермахті» 4-го класу (4 роки)
- Нагрудний знак флоту (1941)
- Залізний хрест
  - 2-го класу (1941)
  - 1-го класу (10 червня 1942)
- Нагрудний знак підводника (січень 1942)
- Німецький хрест в золоті (15 січня 1944)